# Tequixquiac
Tequixquiac (în nahuatl Tequixquiac) este un municipiu din statul México din Mexic.

## Situare
Tequixquiac se află 84 km nord de Ciudad de México și 280 km de la orașul Toluca. Adresa de nord a orașului este de stat din Mexic, și este situată la coordonatele geografice de meridianul de la Greenwich extreme, latitudine nordică 19 ° 51 "23" minim , 19 ° 57 "28" maxim, W 99 ° 03 '30 "minim, 99 º 13 35" maxim. Comune învecinate: Zumpango, Hueypoxtla, Apaxco.

## Istorie

Biserica Sfântul Iacob din Tequixquiac

În 1152 aztecii în drum spre Valea Mexic Xicocotitlan de la Tula Tequixquiac decid să se stabilească în pentru o perioadă scurtă de timp, la un loc numit Tepetongo.
În 1168, pe bază de oameni Tequixquiac, care a avut aproximativ 250 de case împrăștiate pe tot parcursul Lomerío apropiere. Tequixquiac satul a fost cucerit de către Aztecs, în conformitate cu statul de imparatul Chimalpopoca.

## Demografia
| Localitate           | Populație |
| Municipiu            | 33,907.   |
| Santiago Tequixquiac | 19,772    |
| Tlapanaloya          | 6,294     |
| Wenceslao Labra      | 1,248     |